# Ramal Los Sauces-Lebu
El Ramal Los Sauces-Lebu fue un ramal construido entre la década de 1910 y finalizado en 1939, siendo ideado con el fin de transporte de carbón desde Lebu hacia la red central del país. Actualmente se encuentra cerrado, sin vías y solo con algunas estaciones aún en pie.

## Historia

### Antecedentes
Durante el periodo de la minería de carbón en Chile, la zona sur de la región del Biobío y la Araucanía poseían grandes yacimientos de este material, es por lo tanto que surgieron capitales nacionales e internacionales con la función de explotar este recurso. Una de las localidades con grandes yacimientos es Lebu, la cual es costera. Debido a esto, y a que el ramal Concepción-Curanilahue, aunque ya operativo en 1890 y estando a 30 kilómetros lineales de distancia, era propiedad de una empresa competidora, se inician los trabajos de estudio y construcción del ferrocarril que uniera a la localidad de Lebu con Los Sauces, un ramal que conectaba con la red central de ferrocarriles.

### Inicio de obras
Con el inicio de la planificación y estudios de un ferrocarril que uniera al puerto de Lebu con la red central, varios estudios se realizaron entre 1894 a 1905, pero para 1915 la empresa "The Chilian Eastern Central Railway Company" estaba con problemas financieros y con el tramo entre estación Los Sauces y Guadaba listos; y tuvo que venderle su parte a la Compañía Carbonífera de Lebu, quien siguió los trabajos en 1923. El ferrocarril llegó a esta estación en 1934, con la culminación de la construcción de la sección del ferrocarril entre desde esta estación hasta estación Nahuelbuta.
Desde 1884 se venía pensando en un ferrocarril que uniera Lota, Cañete y Concepción; el 2 de septiembre de 1921 el Congreso Nacional autoriza a  la Compañía Carbonífera de Lebu a transferir sus derechos de construcción y explotación del ferrocarril. Ya para 1929 la estación era considerada como punto de encuentro entre el ramal Los Sauces-Lebu y una extensión del ramal Concepción-Curanilahue.
Debido a la tarea de atravesar la cordillera de Nahuelbuta, el ferrocarril entero entró en operaciones en 1939.

### Operaciones
Con motivo de la escasez de carbón de piedra, la Empresa de los Ferrocarriles del Estado resolvió construir un desvío para la mina de carbón de Antihuala que facilitara el suministro directo de carbón de piedra, desde la mina a los carros de la empresa. Este desvió empalmó en el km. 106,9 entre esta y la estación La Muñeca.

### Cierre de operaciones
Aun cuando el ferrocarril dejó de operar a mediados de 1980 y gran parte de su infraestructura había sido sustraída,[cita requerida] el 20 de octubre de 1998 la Empresa de los Ferrocarriles del Estado da de baja el ramal entre Purén y Lebu; y en 2005 se entrega el permiso estatal para la remoción de todo bien mueble e inmueble del ramal.

## Infraestructura
Una de las razones por las cuales este ramal es conocido es por sus túneles, los cuales tuvieron que ser construidos para afrontar la cordillera de Nahuelbuta; actualmente algunos se hallan dentro del perímetro del Monumento Natural Contulmo, y actualmente poseen valor turístico.
El ramal poseía una trocha de 1868 mm, lo que hace compatible el traslado de carga en la vía principal.

### Túneles
| Nombre           | Punto kilométrico | Largo (m)   | Altitud (m s. n. m.) | Año de inauguración  | Imagen |
| ---------------- | ----------------- | ----------- | -------------------- | -------------------- | ------ |
| Túnel Manzanal   | 31,73             | 225         | -                    | 1931[cita requerida] |        |
| Túnel Sanzana    | 35,31             | 266         | -                    | 1937                 |        |
| Túnel Nahuelbuta | 38,6              | 1.417 (990) | 257                  | -                    |        |
| Túnel La Huiña   | 43,25             | 76          | -                    | 1937                 |        |
| Túnel Contulmo   | 44,02             | 225         | -                    | 1934                 |        |
| Túnel Licahue    | 50,37             | 225         | -                    | -                    |        |
| Túnel Lebu       | 140,29            | -           | -                    | -                    |        |